# Багровецкий водопад
Багрове́цкий водопа́д (укр. Багрове́цький водоспа́д) — каскад водопадов в Украинских Карпатах (массив Горганы). Расположен на территории Надворнянского района Ивано-Франковской области, на юго-запад от города Яремче. Высота водопада — 10 метров (по другим данным — 1,5 м).
Водопад расположен на небольшом горном ручье Багровец (правый приток р. Жонка), который течёт по северному склону хребта Яворник. Вода падает тремя уступами, которые образовались в месте выхода на поверхность мощных флишевых пластов горизонтального залегания.
Водопад труднодоступный и малоизвестен.

## Фото и видео

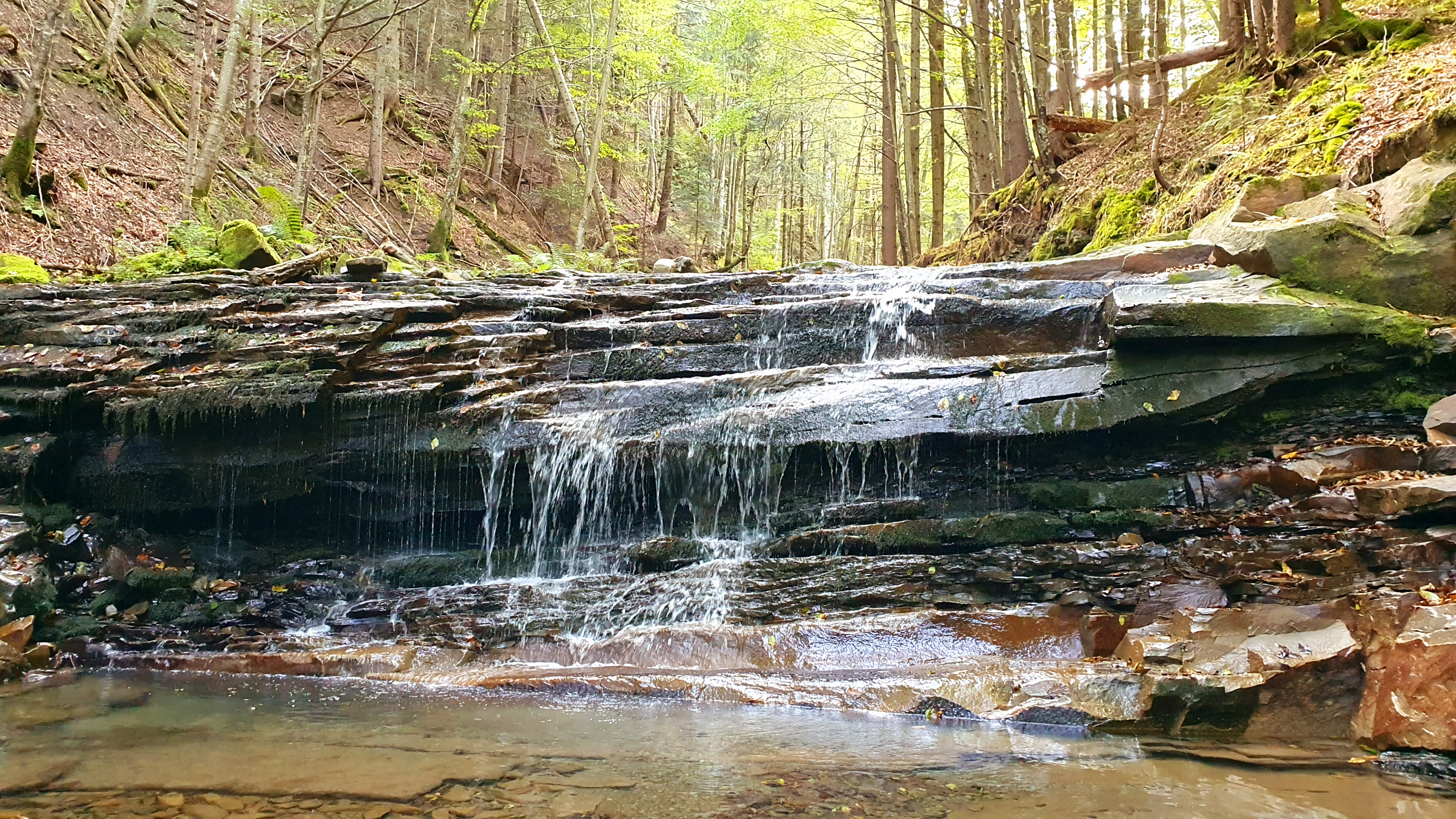
Верхний каскад
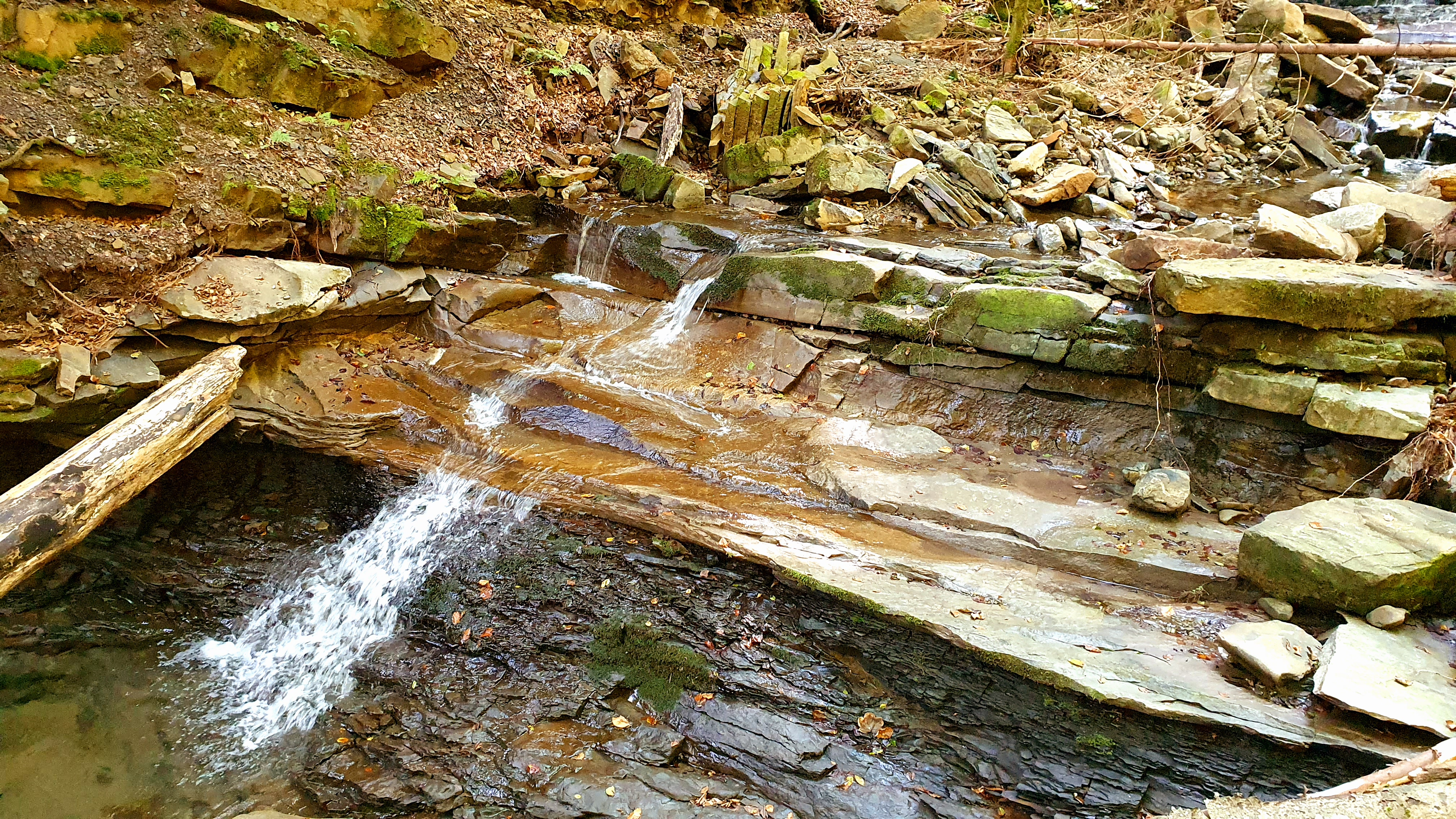
Средний каскад
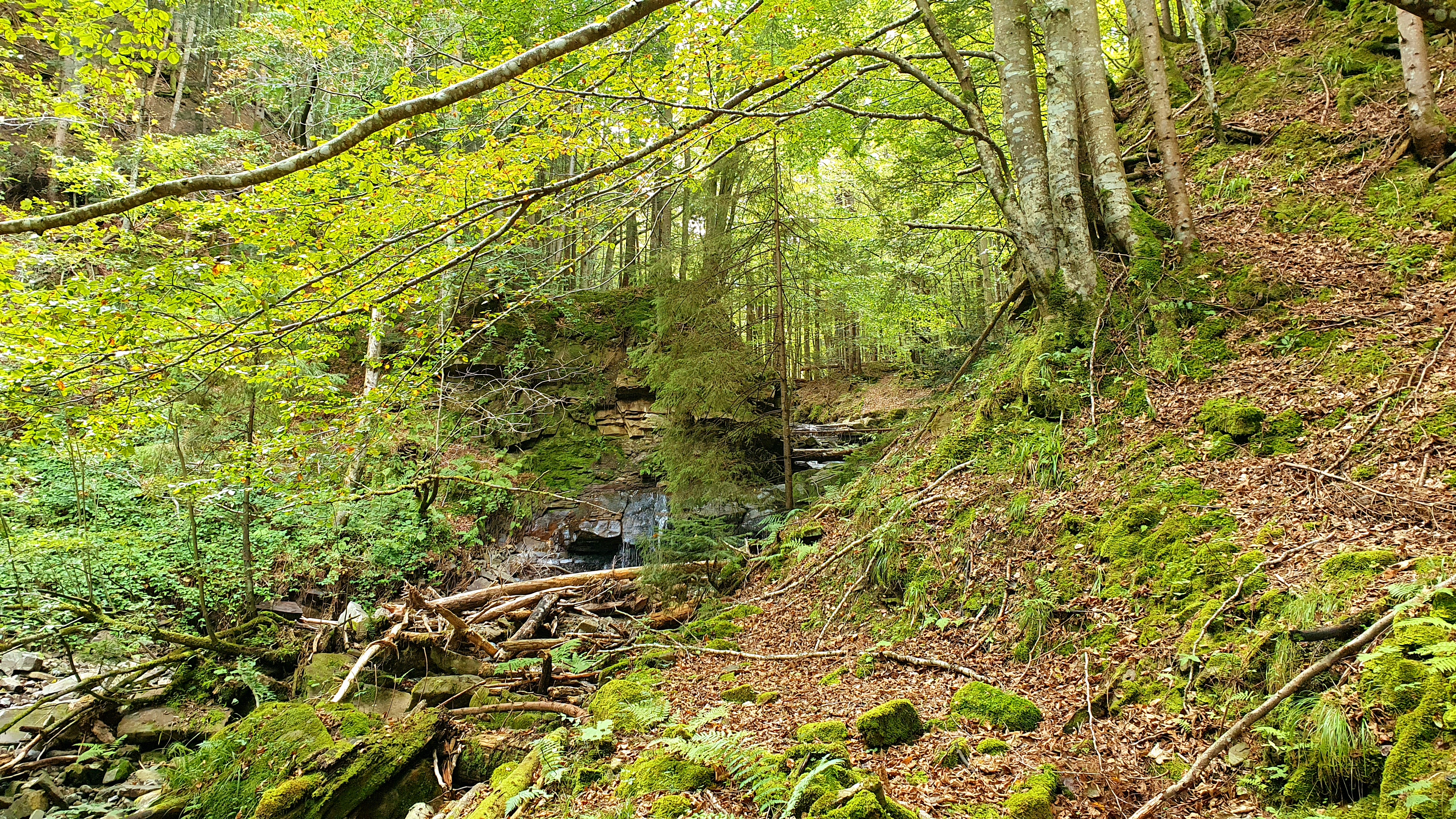
Водопад издали
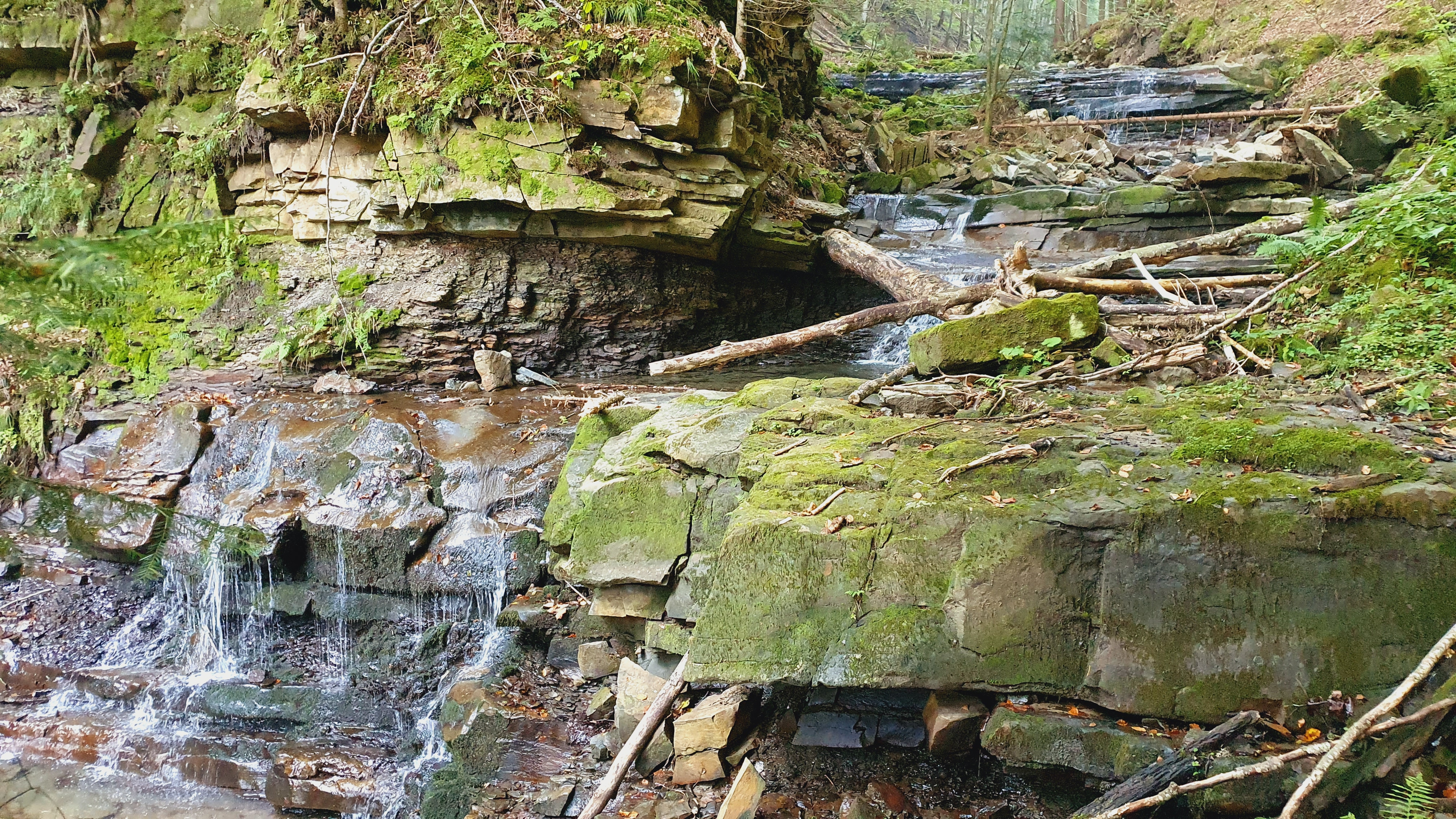
Водопад вблизи
- Видео водопада
- Видео верхнего каскада